# Emil Bobu
Emil Bobu (Vârfu Câmpului, 22 febbraio 1927 – Bucarest, 12 luglio 2014) è stato un politico rumeno.

## Biografia
Proveniente da una modesta famiglia di contadini; dopo la scuola elementare divenne un tornitore. Nel novembre 1945 divenne un membro del PCR. È stato membro del Comitato Centrale del PLR, segretario del CC del PCR, presidente del Consiglio del Popolo regionale di Suceava.
Nel 1972 è stato nominato consigliere di Nicolae Ceaușescu e in seguito Ministro dell'Interno per due volte dal 17 marzo 1973 al 27 febbraio 1974 nel Governo Maurer V e dal 27 febbraio 1974 al 18 marzo 1975 nel Governo Mănescu I. Nel maggio 1961 ha ricevuto la medaglia al "40º anniversario della costituzione del Partito comunista della Romania".
È stato sposato con Maria Bobu (deceduta nel 2007), divenuta Ministro della giustizia dal 1987 al 1989.

### Condanne
Fu condannato all'ergastolo, dopo il 1989 per il "coinvolgimento nel genocidio del popolo romeno" (come scritto nella relazione della Commissione Tismaneanu). Nel 1993 l'imputazione venne derubricata in omicidio colposo aggravato e la condanna scese a 10 anni, ma ottenne il rilascio sulla parola nello stesso anno. Dopo il rilascio dalla prigione, si è ritirato dalla vita politica, senza apparizioni pubbliche.
È scomparso il 12 luglio 2014 all'età di 87 anni a seguito di un ictus presso l'ospedale universitario di Bucarest.